# Stelletta validissima
Stelletta validissima är en svampdjursart som beskrevs av Thiele 1898. Stelletta validissima ingår i släktet Stelletta och familjen Ancorinidae. Inga underarter finns listade i Catalogue of Life.